# Курбла
Курбла је помоћна алатка за покретање аутомобилских, камионских мотора. По конструкцији, то је ваљкаста шипка од гвожђа која је у једној равни два пута савијена под правим углом. Подсећа на ручицу вергла па се зато у возачком речнику налази и израз „мотор је заверглао“.
У доба док нису постојали покретачи мотора (анласери), курбла је била једини могући начин да се мотор стави у погон.
Атомобил би се „избацио из брзине“, повукла ручна кочница, дао би се контакт. Особа која „пали“ мотор би са предње стране возила, у одговарајући отвор на предњој масци аутомобила, камиона, стављала курблу али тако да се „узупчи“ са зато предвиђеним лежиштем. Потом би курблу требало окренути нагло и снажно, више пута, док мотор не би прорадио. 
За покретање мотора била је потребна снага и вештина. У прво време паљење мотора је за последицу имало да и курбла почиње да се окреће брзином обртања мотора па су биле не баш ретке повреде главе и руку оних који су палили мотор. Касније узпчавање је било само у једном правцу па би у случају паљења мотора курбла испадала из лежиште.
Појавом електричних анласера потреба за курблом је престајала. Курбла је имала смисла још само ако закаже анласер и зими када се уље у мотору згусне да се направи првих неколико обртаја и тиме „помогне“ анласеру.
Још деведесетих година прошлог века курблу су уз своје аутомобиле испоручивали произвођачи аутомобила из Француске и Совјетског Савеза.